# Mgła lodowa

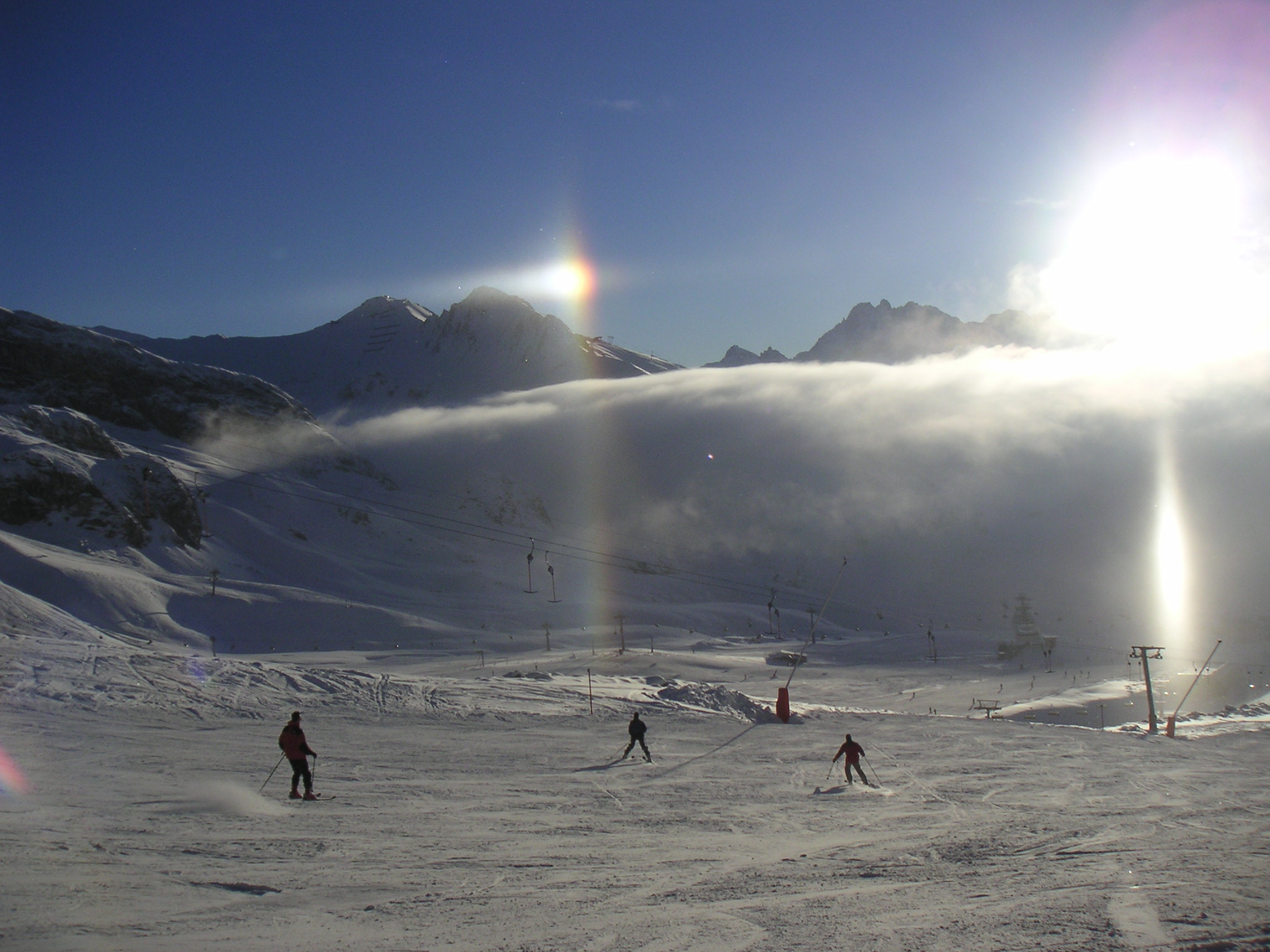
Jasny obszar poniżej słońca to podsłońce powstałe na mgle lodowej

Mgła lodowa – hydrometeor, typ mgły złożonej z małych kryształków lodu, mogą to być kryształy powstałe z kondensacji pary wodnej lub zestalone kropelki wody.
Kryształki lodu mgły lodowej mają zazwyczaj średnicę 20–100 μm. Mgła lodowa występuje w bardzo niskiej temperaturze, rzadko w temperaturze wyższej niż -30 °C, ale w temperaturze poniżej -45 °C mgła jest zawsze lodowa. Mgła lodowa zawierająca kryształki lodu wywołuje zjawiska halo.
symbol przewidziany dla mgły lodowej